# جان استاسل
جان استاسل (انگلیسی: John Stossel؛ زادهٔ ۶ مارس ۱۹۴۷) نویسنده، ستون‌نویس، روزنامه‌نگار و مجری تلویزیون اهل ایالات متحده آمریکا است. استاسل به گزارش‌های اقتصادی با نگاه لیبرتارین مشهور است و در ای‌بی‌سی نیوز و شبکه فاکس بیزنس فعالیت داشته‌است. استاسل ۱۵ جایزه امی و پنج جایزه کلوپ ملی مطبوعات برده‌است.